# Campeonato de Francia de Rugby 15 1893-94
El Campeonato de Francia de Rugby 15 1893-94 fue la 3.ª edición del Campeonato francés de rugby, la principal competencia del rugby galo.
El campeón del torneo fue el equipo de Stade Français, quienes obtuvieron su segundo campeonato.

## Ronda Preliminar
| 1893 | CP Asnières | Gana CP Asnières | AS Asnières |  |  |

## Semifinal
| 1893 | Stade Français | 9 - 0 | Racing Club de Francia |  |  |

| 1893 | Inter-Nos | 6 - 0 | CP Asnières |  |  |

## Final
| 18 de marzo de 1894 | Stade Français | 18 - 0 | Inter-Nos | Stade Dubonnet, Courbevoie |  |

| Bandera de Francia     |
| Campeón Stade Français |
| Segundo título         |